# Distrito Transgénero

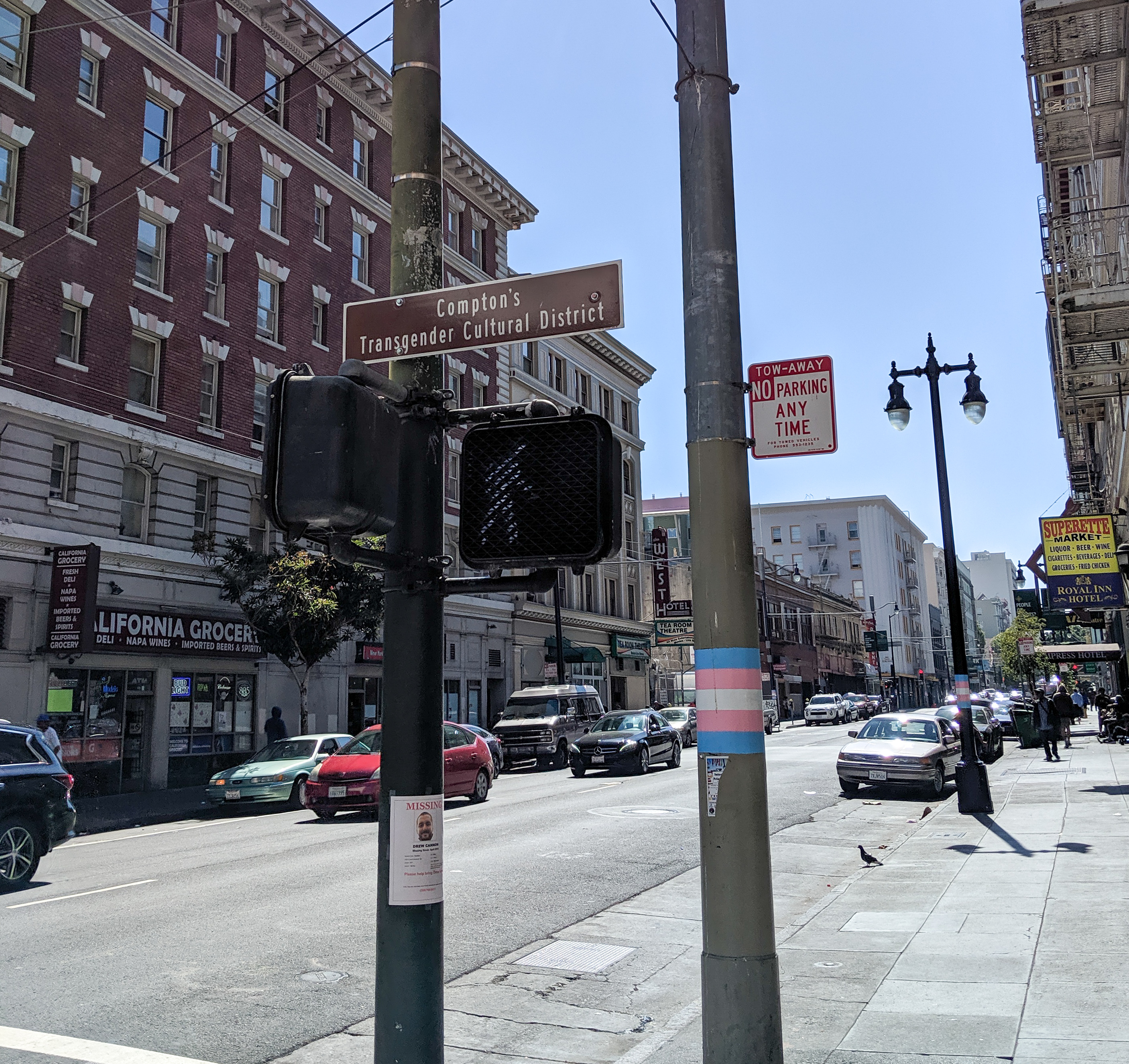
Letrero que señala "Distrito Cultural Transgénero Compton's" en la intersección de las calles Eddy y Mason en Tenderloin. Los postes en el fondo están pintados con los colores azul, rosa y blanco de la bandera del orgullo trans.

El Distrito Transgénero (en inglés: The Transgender District), anteriormente conocido como Distrito Cultural Transgénero Compton's (en inglés: Compton's Transgender Cultural District), es el primer distrito transgénero legalmente reconocido en el mundo. Llamado así por el primer levantamiento documentado de personas transgénero y queer en la historia de los Estados Unidos, los disturbios de la cafetería Compton's de 1966, el distrito abarca seis cuadras en el sureste de Tenderloin, San Francisco, y cruza Market Street para incluir dos cuadras de Sixth Street. Fue cofundada por Honey Mahogany, Janetta Johnson y Aria Sa'id; Sa'id se desempeña como directora ejecutiva.

## Historia
El distrito cultural fue establecido por ordenanza de la Junta de Supervisores de San Francisco en 2017. En julio de 2019, la junta asignó 300 000 dólares en capital semilla para apoyar al distrito. Los proyectos del distrito planificados para 2020 incluyen una cafetería que brindará capacitación laboral a las personas trans locales de color.
En marzo de 2020, el distrito anunció un cambio de nombre a simplemente "Distrito Transgénero". La directora ejecutiva, Aria Sa'id, explicó que no querían "seguir honrando a [Gene Compton] y su restaurante", ya que "él fue una gran razón para que arrestaran a drag queens, queer y trans".
En abril de 2022, el Grupo de Trabajo de Redistribución de Distritos de San Francisco adoptó un nuevo mapa distrital que movió la mayor parte del Distrito Transgénero del Distrito 6 al Distrito 5, lo que molestó a algunos miembros de la comunidad.
En mayo de 2022, el distrito anunció que se retiraría de los eventos del Orgullo organizados por la ciudad y el condado de San Francisco. Esta decisión fue en respuesta a que la alcaldesa London Breed se retiró del desfile del Orgullo LGBT de 2022, en protesta por la decisión del Orgullo de San Francisco de prohibir que los agentes de policía marchen en uniforme. En el izamiento de la bandera y la conferencia de prensa de City's Pride el 2 de junio, la alcaldesa Breed anunció que los organizadores del Orgullo de San Francisco habían llegado a un compromiso con la policía y que volvería a marchar en el desfile. La directora del distrito transgénero, Aria Sa'id, asistió al izamiento de la bandera después de enterarse del nuevo acuerdo.
En junio de 2022, la Junta de Supervisores votó por unanimidad para designar la intersección de las calles Turk y Taylor en el distrito como un hito histórico.